# Liste de jeux vidéo Looney Tunes

Logo de la série.

Cet article est une liste regroupant les jeux vidéo Looney Tunes, centrée sur l'univers de la série et de ses personnages comme notamment : Daffy Duck, Bugs Bunny, Sylvestre, Taz, Bip Bip et Coyote, et Speedy Gonzales. Elle regroupe aussi ceux des Tiny Toons.

## Liste

### Bugs Bunny
| Année | Titre                                             | Éditeur             | Support(s)                     | Réf(s). |
| ----- | ------------------------------------------------- | ------------------- | ------------------------------ | ------- |
| 1982  | Bugs Bunny                                        | Atari               | Atari 2600                     | [ 8 ]   |
| 1989  | The Bugs Bunny Crazy Castle                       | Kemco               | NES, Game Boy                  | [ 9 ]   |
| 1990  | The Bugs Bunny Hare-Brained Adventure             | Hi Tech Expressions | DOS                            | [ 10 ]  |
| 1990  | The Bugs Bunny Blowout                            | Kemco               | NES                            | [ 11 ]  |
| 1990  | Bugs Bunny                                        | Tiger               | Handheld Electronic Game       |         |
| 1991  | The Bugs Bunny Crazy Castle 2 - Mickey Mouse      | Kemco               | Game Boy                       | [ 12 ]  |
| 1992  | Looney Tunes                                      | —                   | —                              | [ 13 ]  |
| 1994  | Bugs Bunny: Rabbit Rampage                        | Sunsoft             | Super Nintendo                 | [ 14 ]  |
| 1996  | Bugs Bunny in Double Trouble                      | Sega                | Mega Drive, Game Gear          | ,       |
| 1998  | Bugs Bunny et Lola Bunny : Opération Carottes     | Infogrames          | Game Boy Color                 | [ 17 ]  |
| 1999  | Bugs Bunny : Voyage à travers le temps            | Infogrames          | PlayStation, Microsoft Windows | ,       |
| 1999  | Bugs Bunny in Crazy Castle 3                      | Kemco               | Game Boy Color                 | [ 20 ]  |
| 2000  | Looney Tunes Collector : Alerte aux Martiens !    | Infogrames          | Game Boy Color                 | [ 21 ]  |
| 2000  | Looney Tunes Collector : La Revanche des Martiens | Infogrames          | Game Boy Color                 | [ 22 ]  |
| 2000  | Bugs Bunny et Taz : La Spirale du temps           | Infogrames          | PlayStation, Microsoft Windows | ,       |
| 2000  | Bugs Bunny in Crazy Castle 4                      | Kemco               | Game Boy Color                 | [ 25 ]  |

### Daffy Duck
| Année | Titre                                             | Éditeur                 | Support(s)               | Réf(s). |
| ----- | ------------------------------------------------- | ----------------------- | ------------------------ | ------- |
| 1991  | Daffy Duck, P.I.: The Case of the Missing Letters | Hi Tech Expressions     | DOS                      | [ 26 ]  |
| 1993  | Daffy Duck: The Marvin Missions                   | Sunsoft                 | Super Nintendo, Game Boy | ,       |
| 1995  | Daffy Duck in Hollywood                           | Sega                    | Mega Drive               | [ 29 ]  |
| 1999  | Daffy Duck : Un trésor de Canard !                | Sunsoft                 | Game Boy Color           | [ 30 ]  |
| 2000  | Daffy Duck dans le rôle de Duck Dodgers           | Infogrames              | Nintendo 64              | [ 31 ]  |
| 2007  | Looney Tunes: Duck Amuck                          | WayForward Technologies | Nintendo DS              | [ 32 ]  |

### Taz
| Année | Titre                                        | Éditeur         | Support(s)                           | Réf(s). |
| ----- | -------------------------------------------- | --------------- | ------------------------------------ | ------- |
| 1983  | Taz                                          | Atari           | Atari 2600                           |         |
| 1992  | Taz-Mania                                    | Sega            | Master System, Mega Drive, Game Gear | [ 33 ]  |
| 1993  | Taz-Mania                                    | Sunsoft         | Super Nintendo, Game Boy             | [ 34 ]  |
| 1994  | Taz-Mania                                    | Tiger           | Handheld Electronic Game             |         |
| 1994  | Taz in Escape from Mars                      | Sega            | Master System, Mega Drive, Game Gear | [ 35 ]  |
| 1997  | Taz-Mania 2                                  | Beam Software   | Game Boy                             | [ 36 ]  |
| 1999  | Le Diable de Tasmanie : Le Tourbillon Vorace | Sunsoft         | Game Boy Color                       | [ 37 ]  |
| 2000  | Taz Express                                  | Infogrames      | Nintendo 64                          | [ 38 ]  |
| 2002  | Taz Wanted                                   | Infogrames      | PlayStation 2, GameCube, Xbox, PC    | ,       |
| 2010  | Galactic Taz Ball                            | Warner Bros. IE | Nintendo DS                          | [ 43 ]  |

### Bip Bip et Coyote
| Année | Titre                          | Éditeur               | Support(s)                             | Réf(s). |
| ----- | ------------------------------ | --------------------- | -------------------------------------- | ------- |
| 1985  | Road Runner                    | Atari                 | Atari 2600, NES                        | [ 44 ]  |
| 1991  | Road Runner and Wile E. Coyote | Hi Tech Expressions   | Amstrad CPC, Commodore 64, ZX Spectrum | [ 45 ]  |
| 1992  | Looney Tunes: Road Runner      | Sunsoft               | Super Nintendo                         | [ 46 ]  |
| 1994  | Desert Speedtrap               | Sega                  | Game Gear, Master System               | ,       |
| 1995  | Desert Demolition              | Sega                  | Mega Drive                             | [ 49 ]  |
| 2005  | Looney Tunes Acme Antics       | Majesco Entertainment | Game Boy Advance                       | [ 50 ]  |

### Speedy Gonzales
| Année | Titre                                        | Éditeur               | Support(s)                           | Réf(s). |
| ----- | -------------------------------------------- | --------------------- | ------------------------------------ | ------- |
| 1993  | Speedy Gonzales                              | Sunsoft               | Game Boy                             | [ 51 ]  |
| 1995  | Speedy Gonzales: Los Gatos Bandidos          | Acclaim Entertainment | Super Nintendo                       | [ 52 ]  |
| 1995  | Cheese Cat-Astrophe starring Speedy Gonzales | Sega                  | Master System, Mega Drive, Game Gear | ,       |
| 1999  | Speedy Gonzales: Aztec Adventure             | Sunsoft               | Game Boy Color                       | .       |

### Titi et Sylvestre
| Année | Titre                                         | Éditeur         | Support(s)       | Réf(s). |
| ----- | --------------------------------------------- | --------------- | ---------------- | ------- |
| 1994  | Titi et Grosminet dans une aventure infernale | Warner Bros. IE | Mega Drive       | [ 56 ]  |
| 1998  | Titi et Grosminet : Déjeuner en cavale        | Infrogrames     | Game Boy Color   | [ 57 ]  |
| 2000  | Titi et le tour du monde en 80 chats (en)     | Kemco           | Game Boy Color   | ,       |
| 2001  | Titi et les Bijoux magiques                   | Kemco           | Game Boy Advance | [ 60 ]  |

### Autres ou ensemble des personnages
| Année | Titre                                                    | Éditeur                                                 | Support(s)                                | Réf(s). |
| ----- | -------------------------------------------------------- | ------------------------------------------------------- | ----------------------------------------- | ------- |
| 1994  | ACME Animation Factory                                   | Sunsoft                                                 | Super Nintendo                            | [ 61 ]  |
| 1995  | Looney Tunes Basketball                                  | Sunsoft                                                 | Super Nintendo                            | [ 62 ]  |
| 1995  | Porky Pig's Haunted Holiday                              | Acclaim Entertainment                                   | Super Nintendo                            | [ 63 ]  |
| 1997  | Space Jam                                                | —                                                       | MS-DOS, Microsoft Windows, PlayStation    | ,       |
| 2000  | Looney Tunes Racing                                      | Infogrames                                              | Game Boy Color, PlayStation               | ,       |
| 2000  | Space Race                                               | Infogrames                                              | Dreamcast, PlayStation 2                  | ,       |
| 2001  | Une faim de loup                                         | Infogrames                                              | Microsoft Windows, PlayStation            | ,       |
| 2002  | Loons: Le Combat pour la Gloire                          | Infogrames                                              | Xbox                                      | [ 72 ]  |
| 2003  | Les Looney Tunes passent à l'action                      | Electronic Arts, Warner Bros. Interactive Entertainment | PlayStation 2, Game Boy Advance, GameCube | ,       |
| 2005  | Looney Tunes Dizzy Driving (en)                          | Majesco Entertainment                                   | Game Boy Advance                          |         |
| 2005  | Looney Tunes: Cannonball Follies                         | Warner Bros. Interactive Entertainment                  | Jeu mobile                                | [ 76 ]  |
| 2007  | Looney Tunes: Acme Arsenal                               | Warner Bros. Interactive                                | Wii, Xbox 360, PlayStation 2              | ,       |
| 2008  | Looney Tunes: Cartoon Concerto (en)                      | Eidos Interactive                                       | Nintendo DS                               | [ 79 ]  |
| 2014  | Scooby-Doo! and Looney Tunes Cartoon Universe: Adventure | WayForward, Warner Bros. interactive                    | Nintendo 3DS                              | [ 80 ]  |
| 2015  | Looney Tunes Galactic Sports (en)                        | Sony Computer Entertainment                             | PlayStation Vita                          | [ 81 ]  |
| 2018  | Looney Tunes: World of Mayhem                            | Scopely                                                 | iOS, Android                              | [ 82 ]  |
| 2021  | Space Jam 2 : Nouvelle Ère Le jeu                        | —                                                       | Microsoft Windows, Xbox One, Xbox Series  | ,       |

### Tiny Toons
| Année | Titre                                           | Éditeur                  | Support(s)                     | Réf(s). |
| ----- | ----------------------------------------------- | ------------------------ | ------------------------------ | ------- |
| 1991  | Tiny Toon Adventures                            | Konami                   | NES                            | [ 86 ]  |
| 1992  | Tiny Toon Adventures 2: Trouble in Wackyland    | Konami                   | NES                            |         |
| 1992  | Tiny Toon Adventures Cartoon Workshop           | Konami                   | NES                            |         |
| 1992  | Tiny Toon Adventures: Buster Busts Loose!       | Konami                   | Super Nintendo                 |         |
| 1992  | Tiny Toon Adventures: Babs' Big Break           | Konami                   | Game Boy                       |         |
| 1993  | Tiny Toon Adventures 2: Montana's Movie Madness | Konami                   | Game Boy                       |         |
| 1993  | Tiny Toon Adventures: Buster's Hidden Treasure  | Konami                   | Mega Drive                     |         |
| 1994  | Tiny Toon Adventures: ACME All-Stars            | Konami                   | Mega Drive                     |         |
| 1994  | Tiny Toon Adventures: Wacky Sports              | Konami                   | Game Boy                       |         |
| 1994  | Tiny Toon Adventures: Wacky Sports Challenge    | Konami                   | Super Nintendo                 |         |
| 1998  | Tiny Toon Adventures: The Great Beanstalk       | NewKidCo                 | PlayStation, Microsoft Windows |         |
| 1999  | Tiny Toon Adventures: Toonenstein               | Vatical Entertainment    | PlayStation                    |         |
| 2001  | Tiny Toon Adventures: Plucky's Big Adventure    | Conspiracy Entertainment | PlayStation                    |         |
| 2001  | Tiny Toon Adventures: Buster Saves the Day      | Conspiracy Entertainment | Game Boy Color                 |         |
| 2001  | Tiny Toon Adventures: Dizzy's Candy Quest       | Swing Entertainment      | Game Boy Color                 |         |
| 2001  | Tiny Toon Adventures: Wacky Stackers            | Swing Entertainment      | Game Boy Advance               |         |
| 2002  | Tiny Toon Adventures: Buster's Bad Dream        | Swing Entertainment      | Game Boy Advance               | [ 87 ]  |